# Miguel Santos Soares
Miguel Santos Soares (4 de Julho de 1984), conhecido como Migi, é um futebolista timorense que atua pela defesa. Atualmente joga pelo Dili Oeste, equipa local.

## Carreira internacional
Migi jogou sua primeira partida pela seleção nacional nas eliminatórias da Copa do Mundo FIFA de 2010, contra Hong Kong, em que perderam por 3 a 2.